# Magyarszentmiklós
Magyarszentmiklós è un comune dell'Ungheria di 277 abitanti (dati 2001). È situato nella contea di Zala.